# Discografie van Sun Ra
De discografie van Sun Ra is een van de grootste discografieën in de geschiedenis van de muziek. De Amerikaanse jazzkeyboardspeler, bandleider en componist nam tientallen singles op en meer dan honderd albums (meer dan duizend nummers)..
Zijn albums op het label El Saturn Records kwamen doorgaans uit in een oplage van 75 en die platen werden voornamelijk tijdens zijn concerten verkocht. Veel vroege albums had hij thuis opgenomen met vrij gebrekkige apparatuur. Ze zijn lo-fi, maar waren voor andere artiesten wel een voorbeeld voor hoe je de productie en distributie zelf in eigen hand kan nemen..
Voor de jaren 70 werden de meeste albums geproduceerd in Chicago, door "El Saturn Records Research", een onderneming van Ra en collega Alton Abraham. latere albums werden geproduceerd in Philadelphia. Enkele van de belangrijkste albums werden (midden jaren 70) in licentie door Impulse! Records uitgebracht. Ze waren minder succesvol dan gehoopt, maar droegen er wel toe bij dat Ra's muziek gemakkelijker verkrijgbaar was.
De hoezen van de meeste El Saturn Records-platen waren met de hand versierd door de leden van zijn Arkestra en zijn zeer gezocht door verzamelaars, en ook prijzig. Tot in de late jaren 80 stond op deze platen weinig informatie m.b.t. de musici, de nummers en de data van opname. Soms stond op elke kant muziek uit een heel andere periode, wat leidde tot verwarring bij de fans.
Na Sun Ra's overlijden zijn veel platen uitgekomen op compact disc, door Evidence Records, Ihnfinity Music, ESP Disk / ZYX Music of Impulse!.
Volgens veel fans en critici is het bigband album Jazz In Silhouette de beste instapplaat voor muziekliefhebbers. Volgens de Penguin Guide To Jazz is de plaat een van de belangrijkste naoorlogse jazzalbums en kan die in geen enkele verzameling van serieuze jazzliefhebbers ontbreken."

## Albums

### Studio
| Jaar opname | Album                                                                                               | Artiest                                              | Oorspronkelijke label(s)  |
| ----------- | --------------------------------------------------------------------------------------------------- | ---------------------------------------------------- | ------------------------- |
| 1956        | Jazz by Sun Ra (aka Sun Song)                                                                       | Sun Ra and his Arkestra                              | Transition                |
| 1956        | Super-Sonic Jazz                                                                                    | Le Sun Ra and his Arkestra                           | El Saturn                 |
| 1956        | Sound of Joy                                                                                        | Sun Ra and the Arkestra                              | Delmark Records           |
| 1956-58     | Visits Planet Earth                                                                                 | Sun Ra and his Solar Arkestra                        | El Saturn                 |
| 1958-59     | The Nubians of Plutonia (aka The Lady with the Golden Stockings)                                    | Sun Ra and his Myth Science Arkestra                 | El Saturn                 |
| 1959        | Jazz in Silhouette                                                                                  | Sun Ra and his Arkestra                              | El Saturn                 |
| 1959        | Sound Sun Pleasure!!                                                                                | Sun Ra and his Astro Infinity Arkestra               | El Saturn                 |
| 1959-60     | Interstellar Low Ways (aka Rocket Number Nine)                                                      | Sun Ra and his Myth Science Arkestra                 | El Saturn                 |
| 1960        | Fate In A Pleasant Mood                                                                             | Sun Ra and his Myth Science Arkestra                 | El Saturn                 |
| 1960        | Holiday For Soul Dance                                                                              | Sun Ra and his Intergalactic Arkestra                | El Saturn                 |
| 1956-60     | Angels and Demons at Play                                                                           | Sun Ra and his Myth Science Arkestra                 | El Saturn                 |
| 1956-61     | We Travel The Space Ways                                                                            | Sun Ra and his Myth Science Arkestra                 | El Saturn                 |
| 1961        | The Futuristic Sounds of Sun Ra (aka We are in the Future)                                          | Sun Ra and his Arkestra                              | Savoy Records             |
| 1961        | Bad and Beautiful                                                                                   | Sun Ra and his Myth Science Arkestra                 | El Saturn                 |
| 1962        | Art Forms of Dimensions Tomorrow                                                                    | Sun Ra and his Solar Arkestra                        | El Saturn                 |
| 1962        | Secrets of the Sun                                                                                  | Sun Ra and his Solar Arkestra                        | El Saturn                 |
| 1962        | What's New?                                                                                         | Sun Ra                                               | El Saturn                 |
| 1963        | When Sun Comes Out                                                                                  | Sun Ra and his Myth Science Arkestra                 | El Saturn                 |
| 1963        | Cosmic Tones for Mental Therapy                                                                     | Sun Ra and his Myth Science Arkestra                 | El Saturn                 |
| 1963        | When Angels Speak of Love                                                                           | Sun Ra and his Myth Science Arkestra                 | El Saturn                 |
| 1964        | Other Planes of There                                                                               | Sun Ra and his Solar Arkestra                        | El Saturn                 |
| 1965        | The Heliocentric Worlds of Sun Ra, Volume One                                                       | Sun Ra and his Solar Arkestra                        | ESP-Disk                  |
| 1965        | The Magic City                                                                                      | Sun Ra and his Solar Arkestra                        | El Saturn                 |
| 1965        | The Heliocentric Worlds of Sun Ra, Volume Two                                                       | Sun Ra and his Solar Arkestra                        | ESP-Disk                  |
| 1966        | Strange Strings                                                                                     | Sun Ra and his Astro- Infinity Arkestra              | El Saturn                 |
| 1966        | Monorails and Satellites, Vol 1 & Vol 2                                                             | Sun Ra                                               | El Saturn                 |
| 1968        | Continuation                                                                                        | Sun Ra and his Astro-Infinity Arkestra               | El Saturn                 |
| 1967-69     | Atlantis                                                                                            | Sun Ra and his Astro-Infinity Arkestra               | El Saturn                 |
| 1961-70     | Out There A Minute                                                                                  | Sun Ra and his Arkestra                              | Blast First               |
| 1969-70     | Space Probe (aka A Tonal View of Times Tomorrow, Vol. 1)                                            | Sun Ra                                               | El Saturn                 |
| 1962-70     | The Invisible Shield (aka Janus, A Tonal View of Times Tomorrow, Vol. 2, Satellites are Outerspace) | Sun Ra and his Intergalactic Research Arkestra       |                           |
| 1970        | My Brother the Wind                                                                                 | Sun Ra and his Astro-Solar Infinity Arkestra         | El Saturn                 |
| 1970        | The Night of the Purple Moon                                                                        | Sun Ra                                               | El Saturn                 |
| 1970        | My Brother the Wind Volume II (Otherness)                                                           | Sun Ra and his Solar Myth Arkestra                   | El Saturn                 |
| 1971        | Solar Myth Approach Vols 1+2                                                                        | BYG Actuel                                           |                           |
| 1972        | Astro Black                                                                                         | Sun Ra                                               | Impulse!                  |
| 1972        | Space Is the Place (soundtrack)                                                                     | Sun Ra and His Intergalactic Solar Arkestra          |                           |
| 1973        | Space is the Place                                                                                  | Sun Ra                                               | Blue Thumb Records        |
| 1973        | Discipline 27                                                                                       | Sun Ra and his Astro Intergalactic Infinity Arkestra | El Saturn                 |
| 1973        | Outer Space Employment Agency                                                                       | Sun Ra and his Intergalactic Arkestra                |                           |
| 1973        | Pathways to Unknown Worlds                                                                          | Sun Ra and his Astro Infinity Arkestra               | Impulse!                  |
| 1973        | Friendly Love                                                                                       | Sun Ra and his Astro Infinity Arkestra               | Evidence Music, Inc.      |
| 1976        | Cosmos                                                                                              | Sun Ra                                               | Cobra                     |
| 1977        | Some Blues But Not the Kind That's Blue                                                             | Sun Ra                                               | El Saturn                 |
| 1977        | Solo Piano Volume 1                                                                                 | Sun Ra                                               | Improvising Artists       |
| 1978        | New Steps                                                                                           | Sun Ra Quartet                                       | Horo                      |
| 1978        | Other Voices, Other Blues                                                                           | Sun Ra Quartet                                       | Horo                      |
| 1978        | Visions                                                                                             | Sun Ra and Walt Dickerson                            | SteepleChase Records      |
| 1978        | Lanquidity                                                                                          | Sun Ra                                               | Philly Jazz               |
| 1978        | Disco 3000                                                                                          | Sun Ra and his Arkestra                              | El Saturn                 |
| 1979        | Omniverse                                                                                           | Sun Ra                                               | El Saturn                 |
| 1979        | On Jupiter                                                                                          | Sun Ra and his Arkestra                              | El Saturn                 |
| 1979        | Strange Celestial Road                                                                              | Sun Ra Arkestra                                      | Rounder Records           |
| 1979        | Sleeping Beauty                                                                                     | Sun Ra and his Arkestra                              | El Saturn                 |
| 1979        | The Other Side of the Sun                                                                           | Sun Ra and His Arkestra                              | Sweet Earth Records       |
| 1979        | God Is More than Love Can Ever Be                                                                   | Sun Ra and his Arkestra                              | Saturn 72579              |
| 1980        | Aurora Borealis                                                                                     | Sun Ra                                               | El Saturn 10480           |
| 1982        | A Fireside Chat with Lucifer                                                                        | Sun Ra and his Outer Space Arkestra                  | Saturn Research B1984SG-9 |
| 1982        | Celestial Love                                                                                      | Sun Ra and his Outer Space Arkestra                  | El Saturn 19842           |
| 1982        | Nuclear War                                                                                         | Sun Ra Arkestra                                      | Y Records                 |
| 1986        | Reflections in Blue                                                                                 | Sun Ra Arkestra                                      | Black Saint               |
| 1986        | Hours After                                                                                         | Sun Ra Arkestra                                      | Black Saint               |
| 1988        | Hidden Fire 1                                                                                       | Sun Ra                                               | Saturn 13188III / 12988II |
| 1988        | Hidden Fire 2                                                                                       | Sun Ra                                               | Saturn 13088A / 12988B    |
| 1988-89     | Somewhere Else                                                                                      | Sun Ra                                               | Rounder                   |
| 1989        | Blue Delight                                                                                        | Sun Ra                                               | A&M Records               |
| 1990        | Purple Night                                                                                        | Sun Ra                                               | A&M Records               |
| 1990        | Mayan Temples                                                                                       | Sun Ra Arkestra                                      | Black Saint               |

### Postume releases
| Jaar opname | Album                                                        | Artiest                                 | Datum release en noten | Oorspronkelijke label(s) |
| ----------- | ------------------------------------------------------------ | --------------------------------------- | --- | ------------------------ |
| 1963        | Blue York                                                    | Sun Ra                                  | Uitgekomen in 2014 als a bonus-disc bij de heruitgave van 'Continuation' album re-release en in 2016 als het album 'Blue York' Album. Men niet eerder uitgekomen opnamen uit 1963 | Jeanne Dielman           |
| 1965        | Heliocentric Worlds Vol. 3 (The Lost Tapes)                  | Sun Ra                                  | 2005. Niet eerder verschenen opnamen van de "Heliocentric Worlds Volume II"-sessions                                                                                              | ESP Disk                 |
| 1965        | Other Strange Worlds                                         | Sun Ra And His Astro-Infinity Arkestra  | 2014. Niet eerder verschenen opnamen gemaakt in Sun Ra’s appartement in New York                                                                                                  | Roaratorio               |
| 1969        | The Intergalactic Thing                                      | Sun Ra And His Astro-Ihnfinity Arkestra | 2016. Niet eerder verschenen opnamen van repetities in Sun Ra's huis in Philadelphia                                                                                              | Roaratorio               |
| 1973        | Crystal Spears                                               | Sun Ra                                  | 2000. Album dat Impulse! wilde uitbrengen, maar dat uiteindelijk niet deed, jaren 70                                                                                              | Transparency             |
| 1973        | Cymbals                                                      | Sun Ra                                  | 2000. Ook dit album werd uiteindelijk niet door Impulse! uitgebracht, jaren 70 | Evidence                 |
| 1973        | Sign Of The Myth                                             | Sun Ra And His Astro-Infinity Arkestra  | 2014. Niet eerder uitgebracht opnamen van de sessies voor "Pathways To Unknown Worlds"                                                                                            | Roaratorio               |
| 1974        | Dance of the Living Image: The Lost Reel Collection Volume 4 | Sun Ra                                  | 2007. Niet eerder verschenen reel-to-reel-repetitieopnamen, San Francisco. | Transparency             |

### Live-platen
| Jaar opname | Album                                                | Artiest                                              | Oorspronkelijke label(s) |
| ----------- | ---------------------------------------------------- | ---------------------------------------------------- | ------------------------ |
| 1960        | Music from Tomorrow's World: Chicago 1960            | Sun Ra and His Arkestra                              | Atavistic                |
| 1964        | Featuring Pharoah Sanders & Black Harold             |                                                      | ESP-Disk                 |
| 1966        | Nothing Is                                           | Sun Ra                                               | ESP-Disk                 |
| 1966-68     | Outer Spaceways Incorporated                         | Sun Ra and his Arkestra                              | Black Lion Records       |
| 1968        | Pictures of Infinity                                 | Sun Ra                                               | Black Lion               |
| 1970        | Nuits de la Fondation Maeght                         | Sun Ra Arkestra                                      | Shandar                  |
| 1970        | It's After the End of the World                      | Sun Ra and his Intergalactic Research Arkestra       | MPS                      |
| 1970        | Black Myth/Out in Space                              | Sun Ra and his Intergalactic Research Arkestra       | Motor Music              |
| 1971        | Nidhamu                                              | Sun Ra and his Astro Intergalactic Infinity Arkestra |                          |
| 1971        | Live in Egypt 1                                      | Sun Ra and his Astro Intergalactic Infinity Arkestra |                          |
| 1971        | Horizon                                              | Sun Ra and his Arkestra                              |                          |
| 1971        | The Paris Tapes - Live at Le Theatre Du Chatlet 1971 | Sun Ra and his Mythic Science Arkestra               |                          |
| 1973        | What Planet Is This?                                 | Sun Ra and His Space Arkestra                        | Leo                      |
| 1973        | Concert for the Comet Kohoutek                       | Sun Ra                                               | ESP-Disk                 |
| 1973        | Live in Paris at the "Gibus"                         |                                                      |                          |
| 1973        | Planets Of Life Or Death: Amiens '73                 | Sun Ra and His Intergalactic Research Arkestra       | Strut                    |
| 1974        | Out Beyond the Kingdom Of                            | Sun Ra and His Outer Space Arkestra                  |                          |
| 1974        | The Antique Blacks                                   | Sun Ra and his Arkestra                              | Saturn                   |
| 1974        | Sub Underground                                      | Sun Ra and his Arkestra                              | Saturn 92074             |
| 1976        | Live at Montreux                                     | Sun Ra & his Arkestra                                | Inner City Records       |
| 1976        | A Quiet Place in the Universe                        |                                                      | Leo                      |
| 1977        | Taking a Chance on Chances                           | Sun Ra and His Arkestra                              | Saturn                   |
| 1977        | The Soul Vibrations of Man                           | Sun Ra and His Arkestra                              | Saturn                   |
| 1977        | St. Louis Blues (solo piano)                         | Sun Ra                                               | Improvising Artists      |
| 1977        | Some Blues But Not the Kind That's Blue              | Sun Ra and his Arkestra                              | Saturn                   |
| 1977        | Solo Piano Recital Teatro La Fenice                  |                                                      | Leo                      |
| 1977        | Unity                                                |                                                      | Horo                     |
| 1978        | Springtime in Chicago                                |                                                      | Leo                      |
| 1978        | The Sound Mirror                                     |                                                      |                          |
| 1979        | Of Mythic Worlds                                     | Sun Ra                                               | Philly Jazz              |
| 1979        | I, Pharaoh                                           | Sun Ra and his Arkestra                              | [ 16 ]                   |
| 1979        | Live from Soundscape                                 | Sun Ra and his Arkestra                              | DIW Records              |
| 1980        | Sunrise in Different Dimensions                      | the Sun Ra Arkestra                                  | Hathut Records           |
| 1980        | The Complete Detroit Jazz Center Residency           | Gelimiteerde uitgave (500), 28-CD Box-set            | Transparency             |
| 1981        | Beyond the Purple Star Zone                          | Sun Ra And His Omniverse Jet-Set Arkestra            | El Saturn 123180         |
| 1981        | Dance of Innocent Passion                            | Sun Ra                                               | El Saturn                |
| 1982        | Oblique Parallax                                     | primarily Sun Ra on keyboard                         | El Saturn SR72881        |
| 1983        | Sun Ra Meets Salah Ragab (Recorded in Egypt)         |                                                      | Leo                      |
| 1983        | Love in Outer Space                                  |                                                      | Leo                      |
| 1983        | Hiroshima                                            | The Sun Ra All Stars Band                            | Art Yard Records         |
| 1984        | Cosmo Sun Connection                                 | Sun Ra and his Arkestra                              |                          |
| 1984        | Live at Praxis '84                                   |                                                      | Leo                      |
| 1985        | Live at Club Lingerie                                |                                                      | Transparency             |
| 1985        | Live at Myron's Ballroom                             |                                                      | Transparency             |
| 1986        | A Night in East Berlin                               | Sun Ra and his Cosmo Discipline Arkestra             | Leo                      |
| 1987        | John Cage Meets Sun Ra                               | Sun Ra And John Cage                                 | Meltdown                 |
| 1988        | Cosmo Omnibus Imagiable Illusion                     | Sun Ra Arkestra                                      | DIW                      |
| 1989        | Second Star to the Right (Salute to Walt Disney)     | Sun Ra & his Intergalactic Arkestra                  | Leo                      |
| 1989        | Stardust from Tomorrow                               |                                                      | Leo                      |
| 1990        | Live in London 1990                                  | Sun Ra and His Year 2000 Myth Science Arkestra       | Blast First              |
| 1990        | Live at the Hackney Empire                           |                                                      | Leo                      |
| 1991        | At the Village Vanguard                              | Sun Ra Sextet                                        | Rounder                  |
| 1991        | Friendly Galaxy                                      | Sun Ra Arkestra                                      | Leo                      |
| 1992        | Destination Unknown                                  | Sun Ra & his Omniverse Arkestra                      | Enja Records             |
| 1993        | Pleiades                                             | Sun Ra and His Arkestra                              | Leo Records              |

### Compilaties
| Jaar release | Album                                                  | Artiest                                        | Original Label(s)              |
| ------------ | ------------------------------------------------------ | ---------------------------------------------- | ------------------------------ |
| 2000         | Greatest Hits: Easy Listening for Intergalactic Travel | Sun Ra and His Arkestra                        |                                |
| 2001         | Out in Space                                           | Sun Ra and His Intergalactic Research Arkestra |                                |
| 2007         | The Creator of the Universe (Lost Reel: Volume 1)      |                                                | Transparency                   |
| 2007         | Intergalactic Research (Lost Reel: Volume 2)           |                                                | Transparency                   |
| 2007         | The Shadows Took Shape (Lost Reel: Volume 3)           |                                                | Transparency                   |
| 2007         | Dance of the Living Image (Lost Reel: Volume 4)        |                                                | Transparency                   |
| 2009         | Interplanetary Melodies                                |                                                | Norton                         |
| 2009         | The Second Stop Is Jupiter                             |                                                | Norton                         |
| 2009         | Rocket Ship Rock                                       |                                                | Norton                         |
| 2014         | In the Orbit of Ra                                     | Sun Ra and His Arkestra                        | Strut                          |
| 2015         | To Those of Earth... And Other Worlds                  | Sun Ra and His Arkestra                        | Strut                          |
| 2016         | The Space Age Is Here To Stay                          | Sun Ra And His Interplanetary Vocal Arkestra   | Modern Harmonic/Sundazed Music |

### Gerelateerd
| Jaar opname | Album                                                                  | Artiest                                                                          | Original Label(s) |
| ----------- | ---------------------------------------------------------------------- | -------------------------------------------------------------------------------- | ----------------- |
| 1954-60     | Spaceship Lullaby: Chicago 1954-60                                     | Sun Ra/the Vocal Groups featuring Nu Sounds, the Unitels & the Cosmic Rays       | Atavistic         |
| 1966        | Impressions of a Patch of Blue                                         | Walt Dickerson Quartet with Sun Ra on harpsichord                                | MGM               |
| 1966        | Batman and Robin - The Sensational Guitars of Dan and Dale             | Uncredited, but featuring Sun Ra & members of the Arkestra and the Blues Project | Tifton            |
| 1968        | A Black Mass                                                           | Imamu Amiri Baraka with Sun Ra and his Myth Science Arkestra                     | Jihad Productions |
| 1988        | Stay Awake: Various Interpretations of Music from Vintage Disney Films | Sun Ra & His Arkestra perform "Pink Elephants On Parade" from Dumbo              |                   |
| 1992        | A Tribute to Stuff Smith                                               | Billy Bang with Sun Ra, John Ore and Andrew Cyrille                              | Soul Note         |
| 2013        | Artpop                                                                 | Writing credit with Lady Gaga for the song "Venus"                               | Interscope        |